# شينتارو هارادا
شينتارو هارادا (باليابانية: 原田慎太郎) مواليد 8 نوفمبر 1980 في ساياما، سايتاما، اليابان، هو لاعب كرة قدم ياباني. يلعب كمدافع.

## المسيرة الاحترافية

### أندية لعب لها
- يوكوهاما مارينوس
- أوميا أرديجا
- توكوشيما فورتيس

## روابط خارجية
- شينتارو هارادا على موقع رابطة كرة القدم اليابانية للمحترفين (اليابانية)
- شينتارو هارادا على موقع قاعدة بيانات كرة القدم.إي يو (الإنجليزية)
- شينتارو هارادا على موقع Soccerway.com (الإنجليزية)
- شينتارو هارادا على موقع عالم كرة القدم.نت (الإنجليزية)